# 이부리하시정
이부리하시정(動橋町)은 이시카와현 에누마군에 존재했던 정이다.

## 역사
- 1889년 4월 1일 - 정촌제 시행에 의해 이부리하시촌. 분교촌이 성립하였다.
- 1897년 9월 20일 - 일본국유철도 호쿠리쿠 본선이 개업해 이부리하시역이 설치되었다.
- 1947년 11월 3일 - 정으로 승격해 이부리하시정이 되었다.
- 1954년 11월 3일 - 분교촌과 합병해 새로운 이부리하시정이 되었다.
- 1958년 1월 1일 - 다이쇼지정. 하시타테정. 가타야마즈정. 야마시로정, 난고촌, 미타니촌. 미키촌, 시오야촌과 합병해 가가시가 성립하였다.

## 교통

### 철도
- 일본국유철도
  - 호쿠리쿠 본선
- 호쿠리쿠 철도
  - 가타야마즈선
  - 이부리하시선